# Lago delle Trote (Vosgi)
Il lago delle Trote (in francese lac des Truites, in alsaziano Forlenweier, in tedesco Forellensee) è un lago alsaziano nei Vosgi, sito nel territorio del comune di Soultzeren, in un ampio circo glaciale, circondato da pareti montane strapiombanti che s'innalzano fino a 1303 m.

## Toponimia
La denominazione attuale del lago è frutto d'una confusione. In effetti il suo nome d'origine era "lago del Foehrlé", che significa "circondato da piccoli pini", da Föhre, l'albero, il pino comune. Questo nome venne deformato in Forlen, poi in Forellen, che in tedesco significa trota, da cui l'attuale denominazione. La carta d'Istituto Geografico Nazionale di Francia indica: «Lac des Truites ou du Forlet».

## Storia
- Gli abati di Murbach utilizzavano il piccolo lago come vivaio di trote. Uno stagno posto un po' più in alto accoglieva le carpe. Successivamente venne invaso da una torbiera.
- Tra il 1849 e il 1853 si intrapresero i lavori per curare e sbarrare il lago al fine di assicurare una portata sufficiente alla Fecht

## Diga

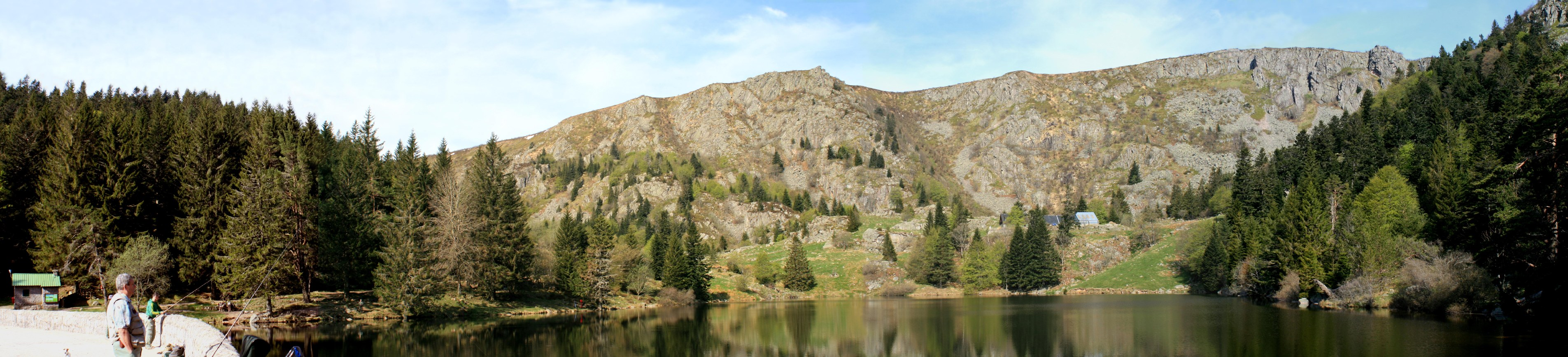
Veduta panoramica dalla diga

La diga del Forlet è un'opera di classe C ai sensi delle disposizioni dell'articolo R.214-112 del codice dell'Ambiente. Fu eretta negli anni dal 1835 al 1837 e rafforzata nel 1890 sul ruscello del Forlet.
Si tratta di una diga a gravità in riporto, composta in terra compatta con sostegno a monte in muratura e parete centrale in cemento. L'altezza massima sul livello del terreno naturale è di 11,3 m, ha una lunghezza di 130 m ed uno spessore di 10 m. Si trova ad un'altezza di 1061 m s.l.m.